# 錯覚 (小説)
『錯覚』（さっかく）は、仙川環による日本の医療サスペンス小説（書下ろし）。

## あらすじ
交通事故で失明した西野菜穂子は主治医から、開発中の人工眼の未承認且つ極秘の臨床試験を受けないかと持ちかけられる。不安も大きかったが、失明してから関係が途絶えがちになっていた恋人も、菜穂子の視力が多少なりとも回復することを喜んでくれ、人工眼を入れる決心が付く。
物の輪郭がぼんやり分かる程度、視界はもやがかかったような不鮮明な状態だったが、明るさを感じることに喜びを覚える。だが後日、人工眼の性能を確かめる検査のため、菜穂子が主治医の待つ屋上へ行くと、菜穂子の目の前で、腐食した柵を破って医師が転落死する。極秘の研究のため、警察には人工眼であることを隠す。周囲には誰もいなかったが、事件性を疑う警察の捜査が進むにつれ、菜穂子は自分が見たものに自信が持てなくなっていく。

## 登場人物
西野 菜穂子（にしの なおこ）
32歳。仕事帰りに信号無視の車にはねられ、目に施しようのないひどい損傷を受け失明、眼球を摘出する。主治医の提案で人工眼を入れる未承認の臨床試験を受ける。
大串 功（おおぐし いさお）
菜穂子の恋人。証券会社勤務。菜穂子の失明が分かると、次第に見舞いの回数が減り、菜穂子から足が遠のいていく。
西野 修一（にしの しゅういち）
菜穂子の父。妻（菜穂子の母）は数年前に心筋梗塞で急死しており、一人暮らし。失明した菜穂子を懸命に支える。
小柴（こしば）
純明大学付属病院の眼科学教授。菜穂子に人工眼の臨床試験を持ちかける。大学病院の屋上から転落死する。
岩下 啓吾（いわした けいご）
28歳。視覚障害者の私設訓練施設で知り合った青年。花火の事故で失明した。
昭島 かおる（あきしま かおる）
啓吾の恋人。
宮坂（みやさか）
純明大学付属病院眼科学講師。工学部を卒業した後、医学部に入り直し、工学部と人工眼を共同開発した。
中村（なかむら）
純明大学工学部の研究者。人工眼の開発に協力した。
橋本 茜（はしもと あかね）
西新宿署刑事課の刑事。小柴の不自然な転落の仕方に疑問を抱く。
室生（むろう）
西新宿署刑事課の刑事。ある事情から、ダメ刑事を装っている。
熊谷 洋（くまがい ひろし）
純明大学医学部長。
脇元（わきもと）
医療系企業オラシオンメディカルの社員。